# Emma Wikén
Emma Wikén, née le 1er mai 1989 à Åsarna, est une fondeuse suédoise. Elle est championne olympique de relais en 2014 et vice-championne du monde de la discipline en 2013. Elle compte aucun podium individuel à son actif dans l'élite.

## Biographie
Représentant le club de sa ville natale Åsarna, elle dispute sa première course officielle en 2005. Elle gagne la médaille d'argent aux Championnats du monde junior 2009 sur le relais.
Après un podium en Coupe de Scandinavie, elle prend son premier départ en Coupe du monde à Lahti en mars 2010, marquant directement ses premiers points avec une 28e place sur la poursuite. Elle obtient son premier top dix sur le Tour de ski 2012-2013 avec une sixième place sur le dix kilomètres classique à Val di Fiemme, ce qui l'aide à finir onzième du tour. Quelques semaines plus tard, elle réalise le quatrième temps du dix kilomètres libre de Davos, ce qui représente sa meilleure performance individuelle en Coupe du monde. En mars 2014, elle finit notamment sixième du trente kilomètres à Holmenkollen, puis septième des Finales à Falun. En 2014-2015, elle enregistre son meilleur résultat final dans le Tour de ski avec la neuvième position, course sur laquelle a terminè quatrième d'une étape. Toutefois, elle ne confirme pas ce résultat ensuite, et ses classements se déteriorent rapidement.
Elle monte sur son premier et seul podium en Coupe du monde en décembre 2016 au relais de La Clusaz (3e).
Courant le deuxième tronçon en style classique, elle devient championne olympique du relais 4 × 5 km aux Jeux de Sotchi en 2014 avec Ida Ingemarsdotter, Anna Haag et Charlotte Kalla, soit une première pour le relais féminine suédois depuis 1960. Au niveau individuel, elle atteint le top dix au skiathlon (9e) et au trente kilomètres libre (8e).
En 2013, elle obtient la médaille d'argent du relais aux Mondiaux de Val di Fiemme avec ces trois mêmes équipières qu'aux Jeux de Sotchi.
En revanche, elle manque la sélection pour les Jeux olympiques de Pyeongchang en 2018, malgré sa 14e place au Tour de ski cet hiver.

## Palmarès

### Jeux olympiques d'hiver
Pour sa première participation aux Jeux olympiques, elle remporte le titre olympique avec le relais suédois, également composé de Ida Ingemarsdotter, Anna Haag et Charlotte Kalla.
| Épreuve / Édition | Sprint | Sprint                           | 10 km                            | 10 km     | Skiathlon 2 × 15 km | 30 km | Relais | Relais                         |
| Épreuve / Édition | libre  | classique                        | libre                            | classique | Skiathlon 2 × 15 km | 30 km | Sprint | 4 × 10 km                      |
| JO 2014 Sotchi    | —      | Épreuve inexistante à cette date | Épreuve inexistante à cette date | 11e       | 9e                  | 8e    | —      | Médaille d'or, Jeux olympiques |

Légende :
- : première place, médaille d'or
- : pas d'épreuve
- — : Non disputée par Wikén

### Championnats du monde
| Épreuve / Édition           | Sprint                           | Sprint                           | 10 km                            | 10 km                            | Skiathlon 2 × 7,5 km | 30 km | Relais | Relais                   |
| Épreuve / Édition           | libre                            | classique                        | libre                            | classique                        | Skiathlon 2 × 7,5 km | 30 km | Sprint | 4 × 5 km                 |
| Mondiaux 2013 Val di Fiemme | Épreuve inexistante à cette date | —                                | 19e                              | Épreuve inexistante à cette date | 14e                  | 22e   | —      | Médaille d'argent, monde |
| Mondiaux 2015 Falun         | Épreuve inexistante à cette date | —                                | 16e                              | Épreuve inexistante à cette date | 19e                  | 25e   | —      | -                        |
| Mondiaux 2017 Lahti         | -                                | Épreuve inexistante à cette date | Épreuve inexistante à cette date | -                                | -                    | 31e   | —      | -                        |

Légende :
- : deuxième place, médaille d'argent
- : pas d'épreuve

### Coupe du monde
- Meilleur classement général : 16e en 2015.
- Meilleur résultat individuel : 4e.
- 1 podium en épreuve par équipes : 1 troisième place.

#### Classements par saison
| Saison / Épreuve | Saison / Épreuve | Général | Général | Distance | Distance | Sprint | Sprint |     | Tour de ski | Finales                          | Nordic Opening depuis 2011 |
| ---------------- | ---------------- | ------- | ------- | -------- | -------- | ------ | ------ | --- | ----------- | -------------------------------- | -------------------------- |
| Saison / Épreuve | Saison / Épreuve | Class.  | Points  | Class.   | Points   | Class. | Points |     | Tour de ski | Finales                          | Nordic Opening depuis 2011 |
| 2010             | 2010             | 120e    | 4       | 93e      | 4        | —      | —      | —   | 34e         | Épreuve inexistante à cette date |                            |
| 2011             | 2011             | —       | —       | —        | —        | —      | —      | —   | 39e         | —                                |                            |
| 2012             | 2012             | 83e     | 13      | 61e      | 13       | —      | —      | —   | —           | —                                |                            |
| 2013             | 2013             | 21e     | 359     | 20e      | 225      | 56e    | 18     | 11e | 21e         | —                                |                            |
| 2014             | 2014             | 21e     | 298     | 16e      | 178      | -      | -      | 17e | 8e          | 38e                              |                            |
| 2015             | 2015             | 16e     | 394     |          | 14e      | 241    | 68e    | 7   | 9e          | -                                | 15e                        |
| 2016             | 2016             | 67e     | 31      |          | 42e      | 31     | -      | -   | Abandon     | -                                | 51e                        |
| 2017             | 2017             | 47e     | 125     |          | 33e      | 93     | -      | -   | 22e         | 32e                              | -                          |
| 2018             | 2018             | 36e     | 184     |          | 24e      | 112    | -      | -   | 14e         | -                                | -                          |

### Championnats du monde junior
- Médaille d'argent du relais 4 x 3,3 km en 2009 à Praz de Lys-Sommand.

### Championnats du monde des moins de 23 ans
- Médaille d'argent du sprint en 2012 à Erzurum.
- Médaille de bronze du skiathlon en 2012.

### Coupe de Scandinavie
- 1 podium.

### Championnats de Suède
- Championne sur le skiathlon en 2013.